# Bogbodia
Bogbodia — рід грибів родини Strophariaceae. Назва вперше опублікована 2013 року.

## Класифікація
До роду Bogbodia відносять 1 вид:
- Bogbodia uda